# Comfortably Numb
«Comfortably Numb» (МФА: [kʌmf(ə)təbli nʌm], англ. «Комфортне оніміння») — пісня англійського рок-гурту Pink Floyd з альбому The Wall. У грудні 1979 року відбувся реліз «Comfortably Numb» як семидюймового синглу з треком «Hey You» на стороні «Б». Це одна з небагатьох пісень з альбому The Wall, в яких авторство належить дуету Вотерс/Ґілмор. Свій внесок у створення композиції також вніс продюсер Боб Езрін, який склав оркестровий акомпанемент.
Пісня стала дуже популярною завдяки двом гітарним соло Гілмора та згодом часто виконувалася групою на концертах. «Comfortably Numb» зайняла 314-е місце в списку 500 найкращих пісень за версією журналу Rolling Stone. Гітарне соло потрапило на четверту позицію списку 50 найвидатніших соло журналу Guitar World та першу — в списку журналу Guitarist.

## Історія
В альбомі The Wall відчувалося домінування Вотерса як автора та композитора: він був автором більшості композицій. «Comfortably Numb» — одна з декількох робіт з альбому, в написанні яких взяв участь Девід Гілмор. Саме в період, коли записувався новий альбом, напруга між двома музикантами дійшла до межі. Своєрідним посередником між ними виступив продюсер Боб Езрін, який також наполіг на включенні партії оркестру в запис «Comfortably Numb». Сам Езрін пізніше згадував:
|  | Я боровся за включення оркестру в запис. <...> Це стало великою проблемою на «Comfortably Numb», яку Дейв бачив як мінімалістичний трек. Роджер встав на мою сторону. Так пісня стала спільною роботою: це музика Дейва, лірика Роджера і моя оркестровка. Оригінальний текст (англ.) I fought for the introduction of the orchestra on that record. <...> This became a big issue on «Comfortably Numb», which Dave saw as a more bare-bones track. Roger sided with me. So the song became a true collaboration — it's David's music, Roger's lyric and my orchestral chart. |
Записуючи пісню, Гілмор зіграв соло п'ять-шість разів та потім послідовно склеїв разом найбільш вдалі частини. Він використовував електрогітару Fender Stratocaster (знамениту Black Strat) та фузз-бокс Big Muff в поєднанні з підсилювачами Hiwatt DR103 head та Yamaha RA-200.
- фрагмент пісніⓘ